# Melville Weston Fuller
Melville Weston Fuller (Augusta, 11 febbraio 1833 – Sorrento, 4 luglio 1910) è stato un politico, avvocato e giurista statunitense, Presidente della Corte suprema degli Stati Uniti d'America tra il 1888 e il 1910.
Un convinto conservatorismo ha segnato la permanenza di Fuller alla Corte suprema, dimostrato dalla sua tendenza a sostenere la libera impresa senza restrizioni e ad opporsi ad un ampio potere federale. Ha scritto importanti opinioni sulla tassa federale sul reddito, la «clausola di commercio» e la legge sulla cittadinanza statunitense, e ha preso parte a importanti decisioni sulla segregazione razziale e la libertà di contratto. Tali sentenze sono state oggetto di critiche nei decenni durante e dopo il mandato di Fuller, e molte sono state successivamente superate. L’accademia giuridica ha generalmente visto Fuller in modo negativo, sebbene una minoranza revisionista abbia avuto un'opinione più favorevole della sua giurisprudenza.

## Biografia
Nato ad Augusta (Maine), Fuller ha aperto uno studio legale a Chicago dopo essersi laureato al Bowdoin College. Democratico, si è impegnato in politica, facendo campagna per Stephen A. Douglas nelle elezioni presidenziali del 1860. Durante la Guerra civile americana, ha prestato servizio per un solo mandato nella Camera dei rappresentanti dell'Illinois, dove si è opposto alle politiche del Presidente Abraham Lincoln. Fuller è diventato un avvocato di spicco a Chicago ed è stato delegato a diverse convention nazionali democratiche. Ha rifiutato tre diverse nomine offerte dal Presidente Grover Cleveland prima di accettare la nomina a succedere a Morrison Remick Waite come Presidente della Corte suprema. Nonostante alcune obiezioni al suo passato politico, Fuller ha vinto la conferma del Senato degli Stati Uniti nel 1888. Ha ricoperto l'incarico di Presidente della Corte fino alla sua morte nel 1910, guadagnandosi la reputazione di operare in collegialità e di capace amministratore.

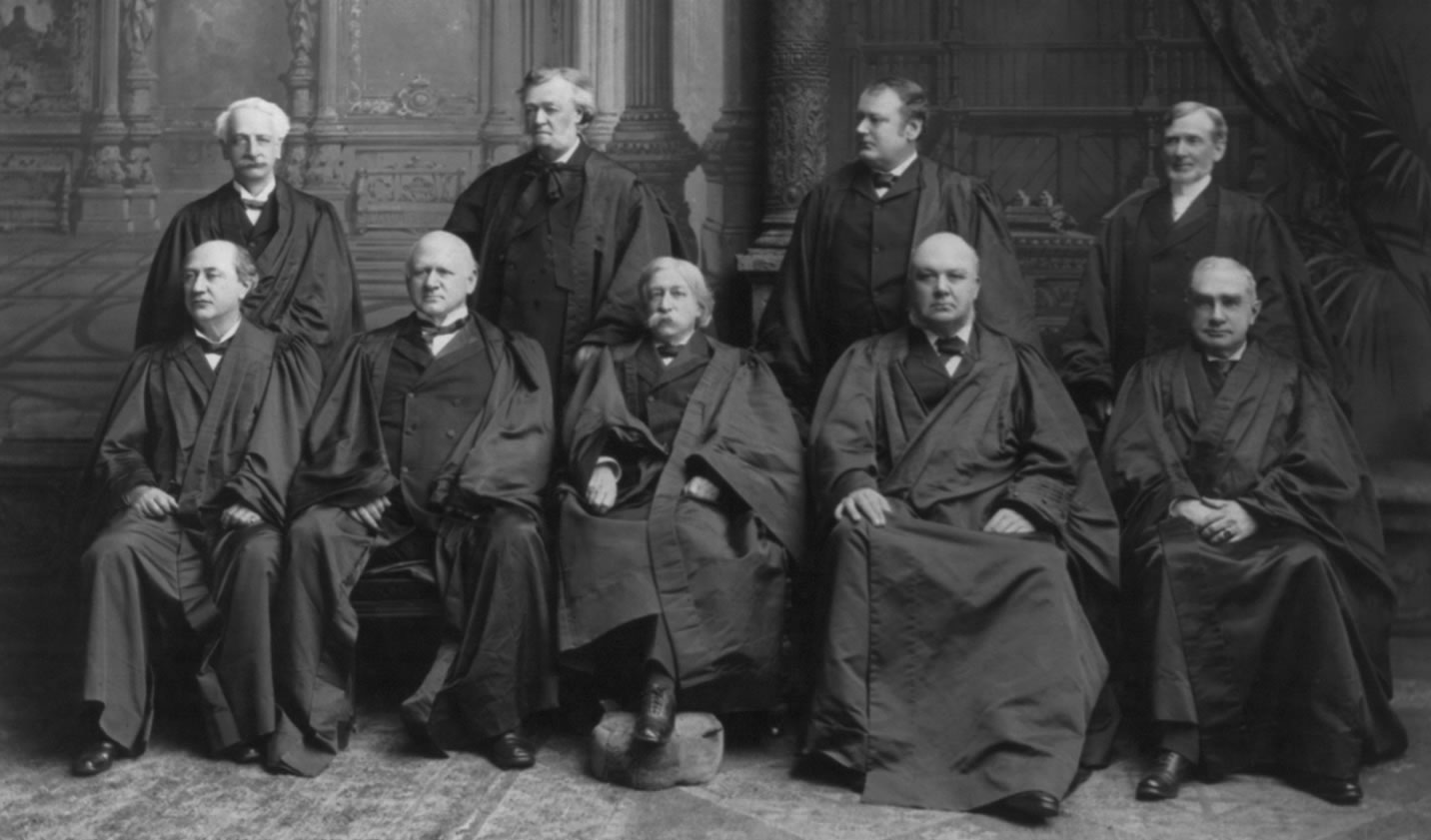
La Corte Fuller nel 1899.

La giurisprudenza di Fuller è stata conservatrice, incentrata fortemente sui diritti degli Stati federati, sul limitare il potere del Governo federale e sul salvaguardare la libertà economica. La sua opinione di maggioranza in  Pollock contro Farmers' Loan & Trust Company, 1895, ha dichiarato incostituzionale la tassa federale sul reddito; il Sedicesimo emendamento ha successivamente soppiantato la decisione. L'opinione di Fuller in  Stati Uniti contro E. C. Knight Company, 1895, ha interpretato in modo restrittivo l'autorità del Congresso ai sensi della «clausola di commercio», limitando la portata della Legge antitrust Sherman e rendendo più difficile la persecuzione dei casi antitrust da parte del Governo. In  Lochner contro New York, 1905, Fuller ha concordato con la maggioranza della Corte secondo cui la Costituzione degli Stati Uniti vietava agli Stati federati di imporre restrizioni salariali e orarie alle imprese, sostenendo che la «clausola del giusto processo» preveniva la violazione, da parte del Governo, della libertà di controllare la propria proprietà e gli affari commerciali. Fuller si è unito alla maggioranza nel caso ora vituperato di  Plessy contro Ferguson, 1896, in cui la Corte ha articolato la dottrina del «separati ma uguali» e ha sostenuto le leggi Jim Crow. Fuller ha sostenuto nei «casi insulari», una serie di pronunce della Corte riguardanti lo status dei territori degli Stati Uniti d'America, che i residenti di tali territori godevano dei diritti costituzionali, ma ha dissentito quando, in  Stati Uniti contro Wong Kim Ark, 1898, la maggioranza della Corte ha deciso a favore della cittadinanza per diritto di nascita (noto come «ius soli»).
Molte delle decisioni di Fuller non hanno resistito alla prova del tempo. Le sue vedute sulla libertà economica sono state superate in modo netto dalla Corte durante l'era del New Deal, e l'opinione nel caso Plessy è stata superata all'unanimità in  Brown contro l'ufficio scolastico di Topeka, 1954. La reputazione storica di Fuller è stata generalmente sfavorevole, con molti studiosi che sostengono lui fosse eccessivamente deferente alle corporazioni e ai più ricchi. Sebbene una rinascita del pensiero giuridico conservatore ha portato a Fuller nuovi difensori, un aumento della consapevolezza razziale ha anche portato a nuovo scrutinio del suo voto nel caso Plessy. Nel 2021, i commissari della contea di Kennebec hanno votato all'unanimità per rimuovere una statua di Fuller da terreni pubblici con l'obiettivo di dissociare la contea dalla segregazione razziale.